# Сена Карачанак
Сена Куман Карачанак–Янкова (на македонска литературна норма: Сена Карачанак) е български учен, популационен генетик.

## Биография
Сена Карачанак е родена на 27 февруари 1982 година в град Щип, тогава в СФР Югославия. Завършва средното си образование в града в гимназията „Славчо Стоименски“ през 2000 г. През 2000 – 2004 г. завършва бакалавърска степен по Молекулярна биология в Биологическия факултет на Софийския университет „Св. Климент Охридски“, а в периода 2004 – 2006 г. завършва магистърска програма по генетика в същия факултет. През 2007 и 2009 година специализира генетика в Университета в Павия, Италия. От 2007 година е докторант на самостоятелна разработка към Катедрата по Медицинска генетика при Медицинския факултет на Медицинския университет в София. През 2013 година защитава докторска степен с дисертационен труд на тема „Генетична структура на българската популация по Y-хромозомата и митохондриалната ДНК“. Научните ѝ интереси са в областта на българската популационна генетика, молекулярната генетика, генотипирането и генетични изследвания в съдебно-медицинската практика.
От 2018 година е редовен доцент в катедра „Генетика“ на Биологическия факултет при СУ.